# Carolina Märklin

Caroline Märklin (~1890)

Carolina Märklin (* 13. März 1826 in Ludwigsburg als Carolina Friederika Hettich; † 2. Dezember 1893) war eine deutsche Unternehmerin, Geschäftsfrau und seit dem Tod ihres Mannes im Jahre 1866 alleinige Chefin und Geschäftsführerin des Spielzeugherstellers Märklin, der unter anderem für seine Modellbahnen und dessen Zubehör bekannt ist. Sie gilt bis heute als Schöpferin und Vertreterin des Unternehmens.

## Leben
Carolina Hettich wurde im Jahre 1826 in Ludwigsburg geboren und besuchte dort die Schule. 1858 lernte Carolina Hettich den frisch verwitweten Unternehmer Theodor Friedrich Wilhelm Märklin (1817–1866) kennen. Ein Jahr später, 1859, heirateten Theodor und Carolina, die von da an den Namen Märklin trug. Im selben Jahr begann das Unternehmen des Ehepaars mit der aktiven Produktion von Spielzeug und erfreute sich wachsender Erfolge. In den nächsten Jahren unternahm Carolina zahlreiche Geschäftsreisen ins Ausland, um die Waren zu verkaufen. Während das Unternehmen wuchs, verstarb Theodor Friedrich Wilhelm Märklin unerwartet im Alter von 49 Jahren bei einem tragischen Unfall. Seit diesem Datum war Carolina Eigentümerin, alleinige Geschäftsführerin und Leiterin des Unternehmens. 1868 heiratete sie ihren zweiten Mann, Julius Eitel, der in ihrem Geschäft angestellt war. Letzterer trug zur Rettung des Unternehmens bei. Da ihre Ehe sehr zerbrechlich war, beging Julius Eitel 1886 Suizid. Zwei Jahre später übergab sie das Geschäft an ihre Söhne Eugen und Carl.
Carolina Märklin war eine nahe Verwandte von Friedrich List. Sie starb am 2. Dezember 1893 im Alter von 68 Jahren. Sie gilt bis heute als Schöpferin und Vertreterin des Unternehmens. Die Autorin Charlotte von Feyerabend widmete ihr das Buch „Caroline Märklin – Sie brachte Kinderaugen zum Leuchten, doch kämpfte um ihr eigenes Glück“.